# João Maria da Gama Freitas Berquó
João Maria da Gama Freitas Berquó, primeiro barão com grandeza, visconde com grandeza e marquês de Cantagalo CvC (Santa Isabel, Lisboa, 17 de dezembro de 1794 — Santos-o-Velho, Lisboa, 9 de março de 1852), foi um militar e político brasileiro. Foi senador do Império na metade do século XIX. Era ajudante do quartel-general da Guarda Nacional de Honra do Imperador.

## Biografia
Filho de José Maurício da Gama e Freitas (1730-1805) e de Josefa Joaquina Maria Antónia de Berquó da Silveira Velasco. Irmão mais novo de Maria Carlota (1789-1818) e Maria Inácia da Gama Freitas Berquó (1790-1814), ambas desposaram Matias António de Sousa Lobato (1768-1827), primeiro visconde de Majé.
Casou em primeira núpcias em 1823 com Ana Adelaide de Sousa Dias (1800-1826), viúva de Domingos Viana Gurgel do Amaral e Rocha (1792-1823), de quem teve único filho:
- José Maria Dias da Gama Berquó (Rio de Janeiro, 18 de janeiro de 1824 - São Cristóvão e São Lourenço, 17 de outubro de 1913), embaixador do Brasil na Grécia e marido de Maria Domingas Manuel de Menezes (1822-1859), filha de D. João Paulo Manuel de Menezes (1783-1831), segundo marquês de Viana e de Ana de Castelo Branco Vasconcelos e Sousa (1789-1856), com descendência.

Casou em segunda núpcias na Capela do Palácio do Barão do Rio de Prata, Rio de Janeiro em 6 de janeiro de 1828 com Maria Teresa Smissaert Pinto de Sousa Caldas, filha de José Maria Pereira Caldas e Constance Smissaert, camareira-mor da Imperatriz Viúva D. Amélia de Leuchtenberg e dama honorária da Imperatriz D. Teresa Cristina de Bourbon-Duas Sicílias, de quem teve sete filhos:
- Maria Carlota da Gama Freitas Berquó (Rio de Janeiro, 1830 - Lisboa, 29 de junho de 1924) casou com João Frederico da Câmara Leme (1825-1878), com geração;
- Constança Isabel da Gama Freitas Berquó (Rio de Janeiro, 1861 - ?);
- Maria Amélia da Gama Freitas Berquó (Paris, 1834 - Cascais, 6 de junho de 1887) casou com Dr. José Maria dos Passos de Vella (1840-1931) médico;
- Maria Margarida da Gama Freitas Berquó (? - 1924);
- Rodrigo Maria da Gama Freitas Berquó (Rio de Janeiro, 1 de janeiro de 1839 - Encarnação, Lisboa, 17 de março de 1896) teve dois filhos de mulher incógnita, diretor do Hospital Real de Caldas da Rainha, fundador das Termas de Caldas da Felgueira (Felgueira de Cantagalo), engenheiro pela Escola do Exército e comendador da Ordem de Santiago;
- Carlos Maria da Gama Freitas Berquó (Santos-o-Velho, 25 de maio de 1841 - Cascais, 7 de maio de 1913) casou com Maria Amélia Brown Van Zeller, de quem teve uma filha;
- Eugénio Maria da Gama Freitas Berquó (Santos-o-Velho, 7 de novembro de 1845 - Santos-o-Velho, 27 de junho de 1848).

Recebeu o baronato com honras de grandeza por decreto de 12 de outubro de 1825, o viscondado com honras de grandeza por decreto de 22 de janeiro de 1826 e o marquesado por decreto de 12 de outubro de 1826.
Faleceu aos 57 anos na Rua de São João da Mata, freguesia de Santos-o-Velho. Está sepultado em jazigo particular no Cemitério dos Prazeres.